# الاتحاد لساحل العاج
الاتحاد لساحل العاج (بالفرنسية: Union pour la Côte d’Ivoire)‏ هو حزب سياسي في ساحل العاج قاده مي براهيما سورو. كان الحزب جزءًا من تجمع الهوفويتين للديمقراطية والسلام في انتخابات 2011، لكنه خاض الانتخابات البرلمانية بشكل مستقل في عام 2016، حيث فاز بثلاثة مقاعد.